# Absalón Montoya
Absalón Montoya Guivin (Soloco, 4 de febrero de 1970) es un médico, cirujano, ginecólogo y político peruano. Fue congresista de la república por Amazonas durante el breve periodo 2020-2021.

## Biografía
Absalón Montoya Guivin nació en el distrito de Soloco, ubicado en la provincia de Chachapoyas del departamento de Amazonas en el Perú, el 4 de febrero de 1970.
Estudió en la Universidad Nacional Federico Villarreal, donde se graduó como bachiller en Medicina en el año 1998 y luego se tituló como médico cirujano. En el año 2009 se especializó en cirugía general por la Universidad de San Martín de Porres y en el año 2016 como ginecólogo por la Universidad Peruana Cayetano Heredia.

## Trayectoria
Como médico cirujano laboró en el Instituto Nacional de Enfermedades Neoplásicas (INEN), ubicado en el distrito de Surquillo de la Lima, desde el año 2001 hasta el año 2022. En enero del 2019, Absalón Montoya fue elegido como presidente dicha institución, siendo  juramentado por la Federación Médica Peruana.
En el ámbito político, Montoya incursiona como candidato a la presidencia del Gobierno Regional de Amazonas en las elecciones regionales del año 2018 por el Frente Amplio. Sin embargo, su candidatura quedó en el sexto lugar ante las preferencias de Oscar Altamirano Quispe.

### Congresista de la República
En las elecciones parlamentarias extraordinarias del año 2020, postuló por el Frente Amplio al Congreso de la República por la circunscripción de Amazonas y logró resultar elegido como congresista de la república, con 19,237 votos, y fue juramentado para completar el disuelto periodo parlamentario 2016-2021.
Durante su gestión como congresista, fue uno de los promotores de la Ley Nacional del Cáncer, la cual fue aprobada por el Congreso de la República en el año 2021. Durante una sesión virtual del pleno congresal, Absalón Montoya fue polémico al anunciar que dio positivo al COVID-19. Fue también el que formuló la acusación constitucional contra del expresidente Martín Vizcarra por los delitos de cohecho pasivo impropio y falsa declaración en procedimiento administrativo al acceder ilegalmente a la vacuna contra la COVID-19 en plena pandemia.
Culminando su gestión como congresista, Absalón Montoya decidió dejar el Frente Amplio ante la pérdida de su inscripción partidaria en el año 2021, sin embargo, Montoya se une al partido Juntos por el Perú en el año 2022 y decide postular nuevamente a la presidencia del Gobierno Regional de Amazonas en las elecciones regionales de ese mismo año, obteniendo nuevamente el sexto lugar.